# قطعنامه ۱۸۳۴ شورای امنیت
قطعنامه ۱۸۳۴ شورای امنیت سازمان ملل متحد که در تاریخ ۲۴ سپتامبر ۲۰۰۸ تصویب شد، سندی بین‌المللی دربارهٔ بررسی وضعیت در چاد، جمهوری آفریقای مرکزی و نواحی است. این قطعنامه طی نشست ۵۹۸۱ام با ۱۵ رای موافق، ۰ مخالف و ۰ ممتنع تصویب شد.